# Narkidae

Narkosrockor Narkidae är en familj av rockor som ingår i ordningen darrockeartade rockor. Enligt Catalogue of Life omfattar familjen Narkidae 12 arter.
Främre delen av kroppen är en avplattad skiva. På huvudet förekommer elektriska organ (jämför darrocka) och små ögon. De flesta arter har endast en ryggfena. Familjens medlemmar lever i Indiska oceanen och västra Stilla havet. På skivans undersida finns 10 gälöppningar som är ordnade i par. De största arterna är lite kortare än 100 cm.
Det vetenskapliga namnet för typsläktet Narke är det gammalgrekiska ordet för bedövning.
Släkten enligt Catalogue of Life:
- Crassinarke
- Electrolux
- Heteronarce
- Narke
- Temera
- Typhlonarke